# Districtul Deutschlandsberg
Districtul Deutschlandsberg este o unitate administrativă care se află situat în regiunea sudică din Steiermark in Austria.

## Împărțire administrativă
Districtul cuprinde 40 comune un oraș și mai multe târguri. 
| Oraș - Deutschlandsberg Târg - Bad Gams - Eibiswald - Frauental an der Laßnitz - Groß Sankt Florian - Lannach - Pölfing-Brunn - Preding - Stainz - Wettmannstätten | Comună - Aibl - Freiland bei Deutschlandsberg - Garanas - Georgsberg - Greisdorf - Gressenberg - Großradl - Gundersdorf - Hollenegg - Kloster - Limberg bei Wies - Marhof - Osterwitz - Pitschgau - Rassach - Sankt Josef (Weststeiermark) - Sankt Martin im Sulmtal - Sankt Oswald ob Eibiswald - Sankt Peter im Sulmtal - Sankt Stefan ob Stainz - Schwanberg - Soboth - Stainztal - Stallhof - Sulmeck-Greith - Trahütten - Unterbergla - Wernersdorf - Wielfresen - Wies |

|  |